# Fireflies (2016)
Fireflies é um álbum de reggae do grupo John Brown's Body, produzido em 2016 por Easy Star Records.
Este álbum é considerado um dos 10 melhores álbuns de Reggae do ano de 2016.

## Faixas
O álbum Fireflies é formado por dez faixas::
- Who Paid Them Off? (4:40);
- Hard Man Fe Dead (Karim Israel e Arise Roots) (4:55);
- High Grade (4:02);
- Badman (3:54);
- New Fashion (4:33);
- Like A Queen (4:40);
- Fireflies (3:36);
- Mystery (4:28);
- Pure Fire (5:13), e;
- Mash Them Down (4:05).